# Otus fuliginosus
El autillo de Palawan (Otus fuliginosus) es una especie de ave estrigiforme de la familia Strigidae endémica de Filipinas.

## Distribución
La especie sólo se encuentra en la isla de Palawan y las islas cercanas de Alabagin y Balabac.